# Berijev Be-6
Beriev Be-6 (USAF/DoD oznaka "Type 34", NATO oznaka "Madge") je bil sovjetski dvomotorni leteči čoln. Zasnovali so ga v 1950ih pri biroju Beriev. Uporabljal se je za patruliranje morja, napade s torpedi in bombami, postavljanje morskih min in transport.
Be-6 ima "galeb" (gull) krila in dva ovalna vertikalna stabillizatorja. Letalo je povsem kovinske konstrukcije razen krilc in smernih krmil, ki so pokrita s tkanino. Trup ima 8 vodoneprepustnih prekatov. 

## Tehnične specifikacije (Be-6)
Podatki iz Encyclopedia of Russian Aircraft 
Splošne karakteristike
- Dolžina: 23,5 m (77 ft 1 in)
- Razpon kril: 33 m (110 ft)
- Višina: 7,64 m (25 ft 1 in)
- Površina kril: 120 m² (1292 ft²)
- Teža praznega letala: 18827 kg (41506 lb)
- Naložena teža: 23456 kg (51711 lb)
- Pristajalna teža: 20928 kg (46138 lb))
- Maks. vzletna teža: 29000 kg (64000 lb)
- Pogon letala: 2 ×  Zvezdasti motorji Shvetsov ASh-73TK, 1800 kW (2400 KM)  vsak

 Zmogljivost 
- Maks. hitrost: 414 km/h (218 vozlov, 257 mph) at 1800 m (5900 ft)
- Potovalna hitrost: 280 km/h (173 mph) at 2000 m (6600 ft)
- Pristajalna hitrost: 147 km/h (105 kn, 91 mph)
- Doseg: 5000 km (3100 mi)
- Višina leta: 6100 m (20013 ft)

Oborožitev

- Strelno orožje: 5 × 23 mm (0,91 in) Nudelman-Rikhter NR-23 topovi
- Bombe: 

  - Bombe, ali
  - 2×1000 kg (2205 lb) torpedo, ali
  - 8 min